# Samtgemeinde Salzhausen
La comunità amministrativa di Salzhausen (Samtgemeinde Salzhausen) si trova nel circondario di Harburg nella Bassa Sassonia, in Germania.

## Suddivisione
Comprende 8 comuni:
1. Eyendorf
2. Garlstorf
3. Garstedt
4. Gödenstorf
5. Salzhausen
6. Toppenstedt
7. Vierhöfen
8. Wulfsen

Il capoluogo è Salzhausen.